# Пам'ятне (Скадовський район)
Па́м'ятне (Чернігівка) — село в Україні, у Чулаківській сільській громаді Скадовського району Херсонської області. Населення становить 1260 осіб.

## Історія
Станом на 1886 рік в селі Бехтерської волості мешкало 221 особа, налічувалось 32 двори, існувала лавка.
24 лютого 2022 року село тимчасово окуповане російськими військами під час російсько-української війни.

## Населення
Згідно з переписом УРСР 1989 року чисельність наявного населення села становила 1245 осіб, з яких 597 чоловіків та 648 жінок.
За переписом населення України 2001 року в селі мешкало 1250 осіб.

### Мова
Розподіл населення за рідною мовою за даними перепису 2001 року:
| Мова       | Відсоток |
| ---------- | -------- |
| українська | 89,21 %  |
| російська  | 5,32 %   |
| вірменська | 3,73 %   |
| циганська  | 1,43 %   |
| молдовська | 0,16 %   |
| болгарська | 0,08 %   |
| німецька   | 0,08 %   |

## Храми
- Храм Святого великомученика Дмитрія Солунського ПЦУ настоятель храму ієрей Олександр Шпільов

## Відомі люди
В Пам'ятному народився учасник Другої Світової війни, Герой Радянського Союзу Лютий Олександр Сергійович (1920—1944).